# Чернов, Гелий Васильевич
Ге́лий Васи́льевич Черно́в (8 февраля 1929, Усолье, Пермской области — 26 декабря 2000, Москва) — советский и российский лингвист, лексикограф, переводчик, специалист в области теории синхронного перевода и межкультурной коммуникации. Доктор филологических наук (1980), профессор (1986). Лауреат Золотой Пушкинской медали (1999) «за вклад в развитие, сохранение и приумножение традиций отечественной культуры».

## Биография
В 1952 окончил переводческий факультет МГПИИЯ им. Мориса Тореза, в 1955 — аспирантуру того же института (защитил диссертацию на тему «Вопросы перевода русской безэквивалентной лексики на английский язык»).
В 1955—1961 — преподаватель, старший преподаватель кафедры перевода МГПИИЯ.
В 1961—1967 — синхронный переводчик Секретариата ООН в Нью-Йорке.
В 1967—1976 — старший преподаватель, доцент Кафедры перевода английского языка МГПИИЯ.
В 1976—1982 — заведующий Секцией русского синхронного перевода Департамента обслуживания конференций Секретариата ООН. Осуществлял перевод на многих крупных международных конференциях и встречах, в том числе на нескольких Дартмутских конференциях.
В 1983—1991 — Заведующий кафедрой теории и практики перевода, декан Факультета переводческого мастерства Московского государственного лингвистического университета (МГЛУ).
В 1991—1995 — президент Московской международной школы переводчиков (ММШП).
В 1995—2000 — профессор Кафедры теории, истории и критики перевода МГЛУ.
В 1996 — Основатель и первый декан Переводческого факультета Московского института иностранных языков (МИИЯ).

## Достижения
- Ответственный редактор и руководитель коллектива авторов, создавших и опубликовавших в 1996 англо-русский лингвострановедческий словарь «Американа» — первое двуязычное энциклопедическое издание о США (Премия ЮНЕСКО за «утверждение идей культуры мира» и диплом конкурса «Лучшие книги года» Ассоциации книгоиздателей России (1997)).
- Автор двух монографий и около 60 научных публикаций по теории перевода, в том числе по вопросам межкультурной коммуникации. Автор монографии «Теория и практика синхронного перевода» (1978).
- Соавтор и ответственный редактор «Карманного англо-русского и русско-английского словаря», выдержавшего около 30 изданий, в том числе «Harrap’s Pocket Russian Dictionary» (1993) и «The Wordsworth English-Russian / Russian-English Dictionary» (1997).
- Подготовлен к изданию словарь «Американский вариант. Англо-русский и русско-английский словарь» — первый двуязычный словарь, отражающий особенности американского варианта английского языка (2001, посмертно), выпускался издательствами «Глоссариум» (Смоленск) и ABBYY Press (Москва).